# Romeo Romei
Romeo Romei (Castelnuovo di Cattaro, 14 agosto 1906 – Basso Tirreno, 31 marzo 1941) è stato un ufficiale italiano, Capitano di corvetta, comandante di sommergibili, medaglia d'oro al valor militare alla memoria.

## Biografia
Romeo Romei, di Rodolfo e di Danillia Mussich, nacque a Castelnuovo di Cattaro nel 1906. 
Frequentò l'Accademia Navale di Livorno a partire dal dicembre 1924, conseguendo la nomina a Guardiamarina nel 1928. Il 1º luglio 1929 venne imbarcato sull'incrociatore Trieste come ufficiale di rotta e ottenne poi la promozione a Sottotenente di Vascello. Nel 1933, durante l'imbarco sull'esploratore Nicoloso Da Recco fu promosso Tenente di Vascello. Partecipò a missioni speciali durante la guerra di Spagna (1936-38) prima sul caccia Fulmine, poi sul sommergibile Ettore Fieramosca, sempre quale ufficiale in seconda. In seguito chiese ed ottenne di essere assegnato definitivamente ai sommergibili e comandò in successione Galatea, Nereide e Smeraldo (dal 12 gennaio 1939), tutti facenti parte della classe Sirena con base di volta in volta nella città libica di Tobruk e alternativamente Brindisi e Taranto.
Fu richiamato in Patria dalla Base navale di Tobruch all'entrata in guerra dell'Italia il 10 giugno 1940. Promosso Capitano di Corvetta, gli fu assegnato il comando dell'anziano sommergibile Pier Capponi sin dal 3 maggio 1940, con il quale si distinse in diverse missioni di guerra, che gli valsero la fama di "corsaro degli abissi".
In una missione di guerra condotta nella notte del 10 novembre 1940 nelle acque del Canale di Sicilia (50 miglia a SE di Malta), attaccò, senza successo, la nave da battaglia Ramillies, l'incrociatore Coventry ed i cacciatorpediniere Dainty, Waterhen e Vampire, che stavano dirigendo su Malta di scorta al convoglio MW.3.
Morì il 31 marzo 1941, nelle ore pomeridiane, a bordo dell'unità che comandava. Salpata da Messina e diretta a La Spezia per il disarmo, fu silurata dal sommergibile inglese Rorqual ed affondò immediatamente a circa 17 miglia a sud di Stromboli. Non ci furono superstiti fra l'equipaggio. Era previsto che Romei e parte del personale equipaggiassero il nuovo sommergibile oceanico Ammiraglio Cagni che infatti fu consegnato a Monfalcone il 1º aprile.

## Unità navali dedicate
- Romeo Romei, ex USS Harder.
- Romeo Romei (S 529).